# Восточно-Казахстанский театр драмы имени Жамбыла
Восточно-Казахстанский драматический театр им Жамбыла (каз. Жамбыл атындағы Шығыс Қазақстандық драма театры) — стационарный репертуарный театр Усть-Каменогорска (Казахстан). Он располагается в одном из старейших зданий Казахстана, построенное в 1902 году.

## История театра
Областной драматический театр им. Жамбыла является памятником архитектуры, истории и культуры города Усть-Каменогорска. В этом здании проходило много событий которые сыграли огромную роль в Восточном Казахстане.
В постройке театра в свободной асимметричной организации плана и в отделке фасада сильное влияние модерна. Обилие архитектурных деталей (плитры круглые и арочные окна, башенки, венчающие уголки кровли) делает здание пластичными и выразительным. Здание построено по инициативе О. Ф. Костюрина и других ссыльных народников на сборы пожертвований от горожан.
26 октября 1902 года состоялось открытие Народного дома (первоначальное название), после этого он стал центром общественной и культурной жизни города.
Первая пьеса, поставленная на его сцене, называлась — «Рабочая слободка». Нормального профессионального театра как такого не существовало и именно поэтому, в 1935 году горожане обратились с просьбой к М. И. Калинину оказать помощь в формировании труппы. Просьбу удовлетворили, и в январе 1936 года спектаклем «Женитьба» Н. В. Гоголя открыт первый театральный сезон. Также при театре был организован казахский драмкружок. В репертуаре были такие спектакли, как «Славный джигит» Г. Гребенщикова, «Крепость» Н. Анненковой-Бернар.
Статус областного театра он получил после того как в 1939 году Восточный Казахстан стал самостоятельной Восточно-Казахстанской областью.
В июне 1941 года здание театра явилось центром мобилизации всех сил для победы над фашизмом.
Годы Великой Отечественной войны и первое послевоенное десятилетие вошли в историю театра как время самоотверженного труда и театрального подвига. В необогреваемом, но переполненном зале театра шли спектакли, помогавшие людям укрепить веру в победу — «Русские люди», «У стен Ленинграда», «Нашествие» и др.
В июле 1946 года решением Усть-Каменогорского горисполкома облдрамтеатру было присвоено имя великого казахского акына — Джамбула, в ознаменование столетия со дня его рождения. В репертуаре театра того времени большое внимание уделялось русской и зарубежной классике.
Почетных званий заслуженного артиста Казахской ССР были удостоены работавшие в театре на протяжении многих лет актёры А. М. Мерц (21.12.1907 — 02.07.1982), В. И. Красинский-Крупенников (09.01.1913 — 18.09.1980), И. А. Крючков (21.12.1914 — 10.03.1985), А. И. Воробьев. Звание заслуженного артиста Республики Казахстан в 1990 году было присвоено Р. Б. Воробьевой (31.05.1939 — 27.12.2012), проработавшей в театре с 1961 года до последнего дня своей жизни.
В 2000 году на базе Восточно-Казахстанскогго областного театра драмы им Джамбыла была создана казахская труппа, которая открыла свой первый театральный сезон спектаклем «Козы-Корпеш и Баян-Сулу» Г. Мусрепова. С тех пор в театре две труппы: русская и казахская.

## Творческий состав театра
Старый состав театра.
- Директор — Аленчук Владимирович Михайлович (03.11.1940 — 02.09.2009), удостоен Почетного знака Министерства культуры и информации РК «Деятель культуры»
- Главный Режиссёр-постановщик — Виктор Федорович Бутаков (10.12.1997- 20.05.2000)
- Директор, художественный руководитель театра — Рустем Есдаулетов (15.08.1978 — 25.11.2009), лауреат Государственной молодёжной премии «Дарын» Правительства Республики Казахстан. (2008 г.)
- Актриса — Раиса Борисовна Воробьева (31.05.1939 — 27.12.2012) , Заслуженная артистка РК (1995 г.)
- Режиссёр — Олег Петрович Маципуло, удостоен Почетного знака Министерства культуры и информации РК «Деятель культуры»
- Актёр — Валерий Кошкин, удостоен Почетного знака Министерства культуры и информации РК «Деятель культуры»
- Актёр — Бутаков Виктор Фёдорович (10.08.1978- 11.11.1994).
- Актриса — Майра Аргынбекова удостоена Почетного знака Министерства культуры и информации РК «Деятель культуры»